# Grand Prix des Frontières 1947
De Grand Prix des Frontières 1947 was een autorace die werd gehouden op 25 mei 1947 op het Circuit de Chimay in Chimay.

## Uitslag
| Positie | No | Rijder                 | Team         | Ronden | Tijd/Opgave   |
| ------- | -- | ---------------------- | ------------ | ------ | ------------- |
| 1       | 36 | Yves Giraud-Cabantous  | Delahaye     | 12     | 1:01.35.0     |
| 2       | 21 | John Heath             | Alta         | 12     |               |
| 3       | 31 | Jef Legros             | Frazer Nash  | 11     | + 1 ronde     |
| 4       | 41 | André Bossut           | DB           | 11     | + 1 ronde     |
| 5       | 11 | Peter Clark            | HRG          | 11     | + 1 ronde     |
| 6       | 9  | Pierre Flahaut         | Fiat         | 11     | + 1 ronde     |
| 7       | 17 | Georges Berger         | Alvis        | 11     | + 1 ronde     |
| 8       | 29 | Pierre Meyrat          | Delahaye     | 10     | + 2 ronden    |
| 9       | 15 | "Claessens"            | Alvis        | 10     | + 2 ronden    |
| 10      | 54 | Kees Fruit             | Fiat         | 9      | + 3 ronden    |
| 11      | 3  | "Nicolay"              | Fiat         | 8      | + 4 ronden    |
| DNF     | 47 | Maurice Adant          | Bugatti      |        |               |
| DNF     | 19 | Oscar B. Moore         | Frazer Nash  |        |               |
| DNF     | 1  | Anne-Cécile Rose-Itier | FIAT         |        |               |
| DNF     | 35 | Henry Janssens         | GRP          |        |               |
| DNF     | 37 | J. Dechesne            | Georges Irat |        |               |
| DNS     | 5  | "Bessieres"            | NG           |        | Niet aanwezig |
| DNS     | 7  | Pierre Gueret          | Fiat         |        | Niet aanwezig |